# Liên đoàn cờ vây quốc tế
Liên đoàn cờ vây quốc tế (IGF)  là một tổ chức quốc tế kết nối các liên đoàn cờ vây quốc gia khác nhau trên khắp thế giới.

## Vai trò
Vai trò của IGF là quảng bá môn thể thao cờ vây trên khắp thế giới, thúc đẩy mối quan hệ thân thiết giữa các thành viên và cải thiện về mặt tổ chức cờ vây thế giới. Tổ chức này thực hiện điều này bằng cách tổ chức các hoạt động sau:
- Tổ chức Giải vô địch Cờ vây Nghiệp dư Thế giới và các giải thi đấu cờ vây quốc tế khác;
- Xuất bản và phân phối tới các thành viên thông tin cập nhật về các hoạt động trên toàn thế giới, thông qua các bản tin hoặc trên trang web IGF;
- Các hoạt động khác liên quan đến sự phát triển quốc tế của cờ vây.

## Chính sách
IGF là một tổ chức phi chính trị, phi tôn giáo và cố gắng để thúc đẩy công bằng giữa tất cả các kì thủ.

## Lịch sử
Hiệp hội cờ vây Nhật Bản đã tổ chức Giải vô địch Cờ vây Nghiệp dư Thế giới đầu tiên tại Nhật vào năm 1979. Nhiều kì thủ cờ vây hàng đầu từ khắp nơi trên thế giới và các đại diện cho các hiệp hội cờ vây quốc gia chính đã tham dự sự kiện này. Thành công của nó đã dẫn tới sự thành lập Liên đoàn Cờ vây Quốc tế vào ngày 18 tháng 3 năm 1982, với Asada Shizuo đóng vai trò chủ tịch cùng 29 thành viên sáng lập ban đầu.
Ngày 7 tháng 4 năm 2006, IGF trở thành một thành viên của Tổng hội Liên đoàn thể thao quốc tế (GAISF, nay là SportAccord).
IGF là một thành viên sáng lập của IMSA (Hiệp hội Thể thao Trí tuệ Quốc tế).
IGF tổ chức thường niên Giải vô địch Cờ vây Nghiệp dư Thế giới, thu hút trên 65 quốc gia tham dự.

## Thành viên
Tính đến  tháng 12 năm 2015, IGF có 75 quốc gia thành viên: 37 ở châu Âu, 18 ở châu Á, 15 ở châu Mỹ, 3 ở châu Phi và 2 ở châu Đại Dương. Cũng có bốn Thành viên Hiệp hội, đảm trách cho một loạt các quốc gia: Hiệp hội Cờ vây đôi Thế giới (World Pair Go Association), Hiệp hội cờ vây Ibero-Mỹ (Federación Iberoamericana de Go), Hiệp hội Cờ vây Châu Âu và Quỹ giáo dục Wei-Chi Ing Changki.

## Các đời chủ tịch của IGF
1. Asada Shizuo, kì thủ cờ vây chuyên nghiệp và là chủ tịch sáng lập IGF, 1982–1997
2. Watanabe Fumio, 1997–2001
3. Toshimitsu Matsuo, 2001–2004
4. Katō Masao, kì thủ cờ vây 9-dan chuyên nghiệp, 2004–2005 (không may lâm bệnh và qua đời vào cuối năm 2004)
5. Kudō Norio, kì thủ cờ vây 9-dan chuyên nghiệp, 2005–2007
6. Okabe Hiromu, Chủ tịch Hội đồng quản trị Nihon Ki-in, Chủ tịch Tập đoàn Denso, 2007–2009
7. Ōtake Hideo, Chủ tịch Hội đồng quản trị Nihon Ki-in, 2009–2010
8. Thường Chấn Minh, Phó Chủ tịch Hội đồng quản trị và chủ tịch tập đoàn CITIC, 2010–2012
9. Matsuura Kōichirō, Chủ tịch World Pair Go Association và nguyên Tổng giám đốc UNESCO, 2012-2014
10. Hong Seok-hyun, Chủ tịch Hội đồng quản trị Hiệp hội cờ vây Hàn Quốc, Chủ tịch Joongang Media Network, 2014-2016
11. Thường Chấn Minh, Chủ tịch tập đoàn CITIC Group, 4 tháng 6 năm 2016 – nay